# Simulium nigrifemur
Simulium nigrifemur es una especie de insecto del género Simulium, familia Simuliidae, orden Diptera.
Fue descrita científicamente por Enderlein, 1936.